# Fora de l'obscuritat
Fora de l'obscuritat o Els anys maleïts 2 (títol original en danès, De forbandede år 2) és un llargmetratge danès del 2022 dirigit per Anders Refn. És la seqüela d'En l'obscuritat (2020). S'ha doblat al valencià per a À Punt amb el títol de Fora de l'obscuritat, i al català central per a TV3 amb el nom d'Els anys maleïts 2.

## Sinopsi
Durant la Segona Guerra Mundial, la família Skov està dividida. El fill Aksel és membre de Resistència danesa, i el pare Karl lluita per mantenir el seu negoci i, per tant, ha de cooperar amb la potència ocupant alemanya. La cohesió de la família es veu desafiada fins a l'últim quan finalment s'acaba la guerra.

## Repartiment
- Jesper Christensen: Karl
- Bodil Jørgensen: Eva
- Mads Reuther: Aksel
- Gustav Dyekjær Giese: Michael
- Sara Viktoria Bjerregaard Christensen: Helene
- Lue Støvelbæk: Knud
- Sylvester Espersen Byder: Valdemar